# Pierre Joseph Beauchamp

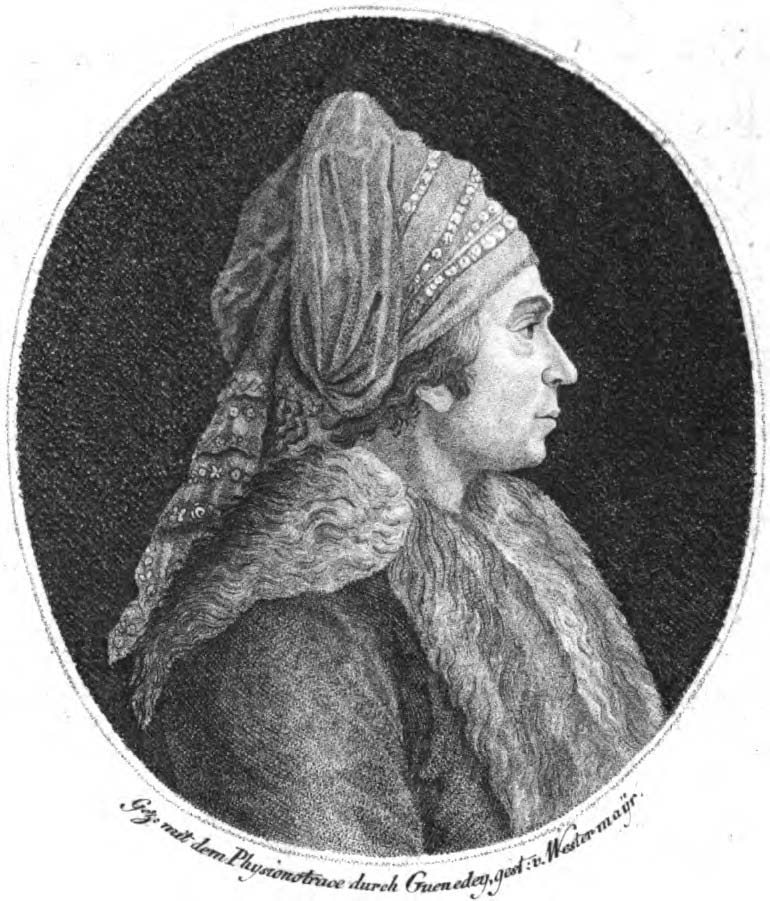
Joseph de Beauchamp
(Kupferstich nach einer Zeichnung mit dem Physionotrace; 1798)

Pierre Joseph de Beauchamp (* 28. Juni 1752 in Vesoul; † 18. November 1801 in Nizza) war ein französischer Diplomat und Astronom.

## Leben
Er war Sohn des Advokaten Xavier de Beauchamp. Am 7. September 1798 wurde er zum Mitglied des Institut d’Égypte berufen. Dort wurde er an der dritten Tagung Abgeordneter der Sektion Physik.
Als ehemaliger Konsul in Maskat wurde er von Napoleon Bonaparte mit einem Schlichtungsverfahren in der Handelsstadt Maskat beauftragt. Als er am 13. Februar 1799 Alexandria verließ, wurde sein Schiff auf dem Meer von den Engländern gekapert. Inzwischen hatte das Osmanische Reich unter dem Druck der britischen Flotte vor Konstantinopel Frankreich den Krieg erklärt. De Beauchamp wurde mit den französischen Botschaftsangehörigen in Konstantinopel in der Burg der Sieben Türme inhaftiert.
Später freigelassen, starb er kurz nach seiner Ankunft in Frankreich.
Seit 1785 war er Mitglied der Académie des sciences.